# グリーンランドノルド語
グリーンランドノルド語は、かつてグリーンランドのヴァイキングの入植者により、話されていたインド・ヨーロッパ語族ゲルマン語派北ゲルマン語群西スカンディナヴィア語群に属する言語である。982年頃、ノルウェー生まれ（アイスランド生まれとする説もある）のアイスランド人ヴァイキング赤毛のエイリークがグリーンランドに入植し、それ以後、定住したことによりこの言語が形成された。グリーンランドでのヴァイキングの定住者が14世紀頃から減少するとともに衰退し、15世紀後半には定住者がいなくなり、それとともに消滅したものと考えられている。

## 例文

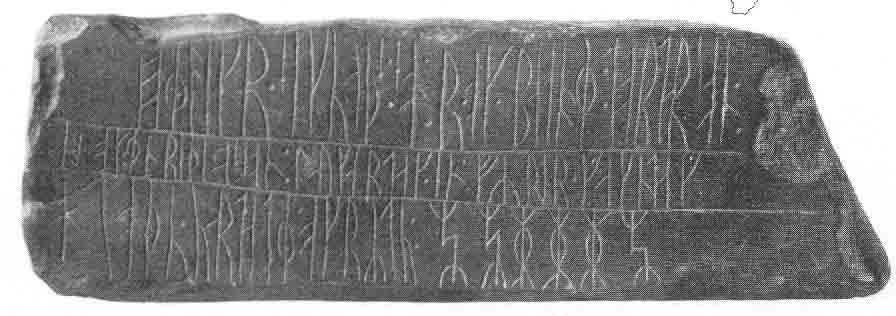
キンギグトルスアクのルーン石碑

1824年に発見されたウペルナビク近郊でキンギグトルスアクの石碑に書かれていた文章。この石碑は13世紀のヴァイキング作と推定されるルーン石碑で、三人のヴァイキングの名前や付近のケアンの組み立て方法などが記されていた。
| 原文 el=likr * sikuaþs : so=n:r * ok * baan=ne : torta=r son : ok enriþi * os son : laukardak*in : fyrir * gakndag hloþu * ua=rda te * ok rydu : | 英語に翻訳されたもの Ellikr Sikuaþssonr and Baanne Tortarson and Enriþi Osson, the Saturday before Rogation Sunday made these stone cairns and cleared(?) |  |